# Síntese evolutiva moderna
A síntese evolutiva moderna, também conhecida como síntese moderna, síntese evolutiva, síntese neodarwiniana, teoria sintética da evolução e neodarwinismo, geralmente denota a combinação da teoria da evolução de Charles Darwin e Alfred Russel Wallace, às ideias mendelianas de hereditariedade em uma estrutura matemática conjunta. Julian Huxley cunhou o termo "síntese moderna" em seu livro de 1942, Evolution: The Modern Synthesis. As ideias do século XIX de seleção natural e genética Mendeliana foram unidas à genética populacional, no início do século XX. A síntese moderna também abordou a relação entre a macroevolução e a microevolução. 
Entre os nomes mais importantes para o desenvolvimento da síntese moderna, destacam-se Thomas Hunt Morgan, Ronald Fisher, Theodosius Dobzhansky, J. B. S. Haldane, Sewall Wright, William D. Hamilton, Cyril Darlington, Julian Huxley, Ernst Mayr, George Gaylord Simpson e G. Ledyard Stebbins. Essencialmente, a síntese moderna introduziu a conexão entre duas importantes descobertas: as unidades de evolução (genes) com o mecanismo de evolução (seleção natural). Ela também representa a unificação de vários ramos da biologia que, anteriormente, tinham pouco em comum, em particular, a genética, a citologia, a sistemática, a botânica e a paleontologia.

## Antecedentes históricos

Teoria da pangênese de Darwin. Cada parte do corpo emite minúsculas gêmulas que migram para as gônadas e contribuem para a próxima geração através do óvulo fertilizado. Mudanças no corpo durante a vida de um organismo seriam herdadas, como no Lamarckismo.

### Evolução por seleção natural, Darwin, 1859
O livro de Charles Darwin, de 1859, A origem das espécies, teve sucesso em convencer a maioria dos biólogos de que a evolução havia ocorrido, mas teve menos sucesso em convencê-los de que a seleção natural era seu mecanismo primário. No século XIX e no início do século XX, variações do Lamarckismo (herança de características adquiridas), ortogênese (evolução progressiva), saltacionismo (evolução por saltos) e mutacionismo (evolução impulsionada por mutações) foram discutidas como alternativas. Alfred Russel Wallace defendeu uma versão selecionista da evolução e, ao contrário de Charles Darwin e Thomas Huxley, Wallace rejeitou completamente a ideia Lamarckista da herança de características adquiridas. Considera-se que George John Romanes cunhou o termo neodarwinismo para se referir à visão de Wallace. Todavia, em 1880, Samuel Butler utilizou o termo de forma semelhante.

A herança combinada, implícita pela pangênese, causa a redução de todas as características, o que, como o engenheiro Fleeming Jenkin apontou, tornaria a evolução por seleção natural impossível.

### O eclipse do darwinismo, da década de 1880 em diante
Da década de 1880 em diante, havia uma crença generalizada entre os biólogos de que a evolução darwiniana possuía sérias incongruências, principalmente em relação à visão darwinista de herança. Esse eclipse do darwinismo (expressão usada por Julian Huxley) surgiu das fraquezas do relato de Darwin, que acreditava na herança combinada, o que implicava que qualquer nova variação, mesmo que benéfica, seria enfraquecida em 50% a cada geração, como o engenheiro Fleeming Jenkin observou em 1868. Isso, por sua vez, significava que pequenas variações não sobreviveriam o suficiente para serem selecionadas. A mistura, portanto, se oporia diretamente à seleção natural. Além disso, Darwin e outros consideraram a herança lamarckiana de características adquiridas inteiramente possível, e a teoria da pangênese de Darwin de 1868, com contribuições para a próxima geração (gêmulas) fluindo de todas as partes do corpo, na verdade implicava lamarckismo, bem como na herança combinada.

### Teoria do "plasma germinativo" de Weismann, 1892
O cientista "neo-Darwiniano" mais importante da era pós-Darwin foi August Weismann. A ideia de August Weismann, exposta em seu livro Das Keimplasma: eine Theorie der Vererbung (O plasma germinativo: uma teoria da herança) de 1892,  era que o material hereditário, que ele chamou de plasma germinativo, e o resto do corpo (o soma) tinha uma relação unilateral: o plasma germinativo cria o corpo, mas é separado e inteiramente imune a qualquer influência do soma, que meramente transmite o plasma germinativo através das gerações. Se correto, isso tornava a pangênese de Darwin errada e a herança lamarckiana impossível. Seu experimento em camundongos, cortando suas caudas e mostrando que seus descendentes tinham caudas normais, demonstrou que a herança era "difícil". Ele argumentou forte e dogmaticamente a favor do darwinismo e contra o lamarckismo, polarizando as opiniões entre outros cientistas. Este sentimento anti-darwinista aumentou, contribuindo para seu eclipse.

## História

### Genética, mutacionismo e biometria, 1900-1918

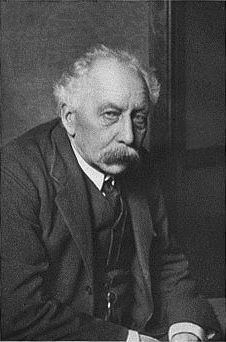
William Bateson defendia o Mendelismo.

Em 1900, enquanto realizavam experimentos de reprodução para esclarecer o mecanismo de herança, Hugo de Vries e Carl Correns "redescobriram" independentemente o trabalho de Gregor Mendel. A notícia chegou a William Bateson na Inglaterra, que relatou no jornal durante uma apresentação à Royal Horticultural Society em maio do mesmo ano. A herança mendeliana foi inicialmente utilizada para dar suporte às ideias saltacionistas e mutacionistas.
Essa "redescoberta" reforçou uma grande divisão de pensamento, já presente na década de 1890. Os mendelianos favoreciam o mutacionismo, evolução impulsionada pela mutação, com base em genes cujos alelos segregavam discretamente, como as ervilhas de Mendel.  A escola biométrica, liderada por Karl Pearson e Walter Frank Raphael Weldon, argumentava vigorosamente contra o mutacionismo, afirmando que a evidência empírica indicava que a variação era contínua na maioria dos organismos, não discreta como o mendelismo parecia prever; eles acreditavam erroneamente que o mendelismo inevitavelmente implicava evolução em saltos descontínuos. A escola mendeliana, liderada por William Bateson, contra-argumentava dizendo que, em alguns casos, a evidência mendeliana era irrefutável, e que trabalhos futuros revelariam que ela era a mais correta. O mendelismo foi adotado por muitos biólogos, embora ele estivesse pouco desenvolvido, ainda em seus primeiros estágios. Nesta ocasião, a sua relevância era fortemente debatida.

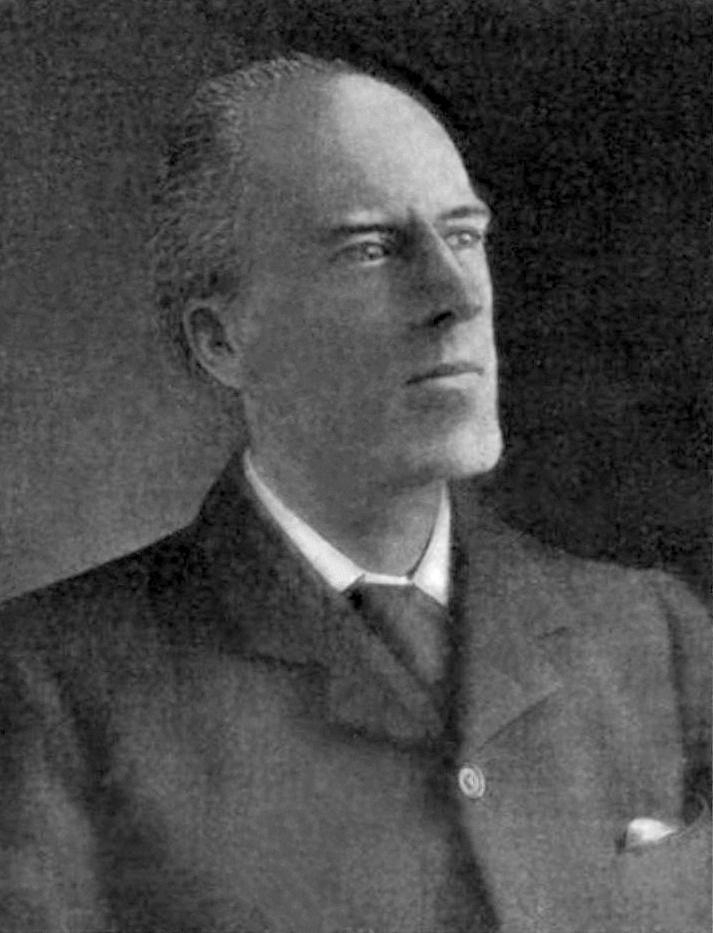
Karl Pearson.

A visão tradicional é que biometristas e mendelianos rejeitaram a seleção natural e defenderam suas teorias separadas por 20 anos, com o debate só sendo resolvido com o desenvolvimento da genética populacional. Uma visão mais recente é que Bateson, de Vries, Thomas Hunt Morgan e Reginald Punnett já haviam formado, em 1918, uma síntese do mendelismo e mutacionismo. O entendimento alcançado por esses geneticistas abrangeu a ação da seleção natural nos alelos, o equilíbrio de Hardy-Weinberg, a evolução de características que variam continuamente (como a altura) e a probabilidade de que uma nova mutação se torne fixa. Nesta visão, os primeiros geneticistas aceitaram a seleção natural, mas rejeitaram as ideias não-mendelianas de Darwin sobre variação e hereditariedade, e a síntese começou logo após 1900.
A alegação tradicional de que os mendelianos rejeitavam a ideia de variação contínua é incongruente; já em 1902, Bateson e Saunders observaram que "se houvesse tão poucos como, digamos, quatro ou cinco pares de alelomorfos possíveis, as várias combinações homozigotas e heterozigotas poderiam, em seriação, resultar em uma abordagem tão próxima a uma curva contínua, que a pureza dos elementos seria insuspeitada." Ou seja, as diversas combinações possíveis poderiam produzir um efeito de aparente continuidade, o que poderia implicar também uma variação contínua dos próprios gametas. Também em 1902, o estatístico Udny Yule mostrou matematicamente que, dados múltiplos fatores, a teoria de Mendel permitia a variação contínua. Yule criticou a abordagem de Bateson como confrontadora, mas não conseguiu evitar que os mendelianos e os biometristas se desentendessem.

### William Ernest Castle, 1911
William E. Castle concentrou parte de sua carreira na defesa e popularização da genética mendeliana, com ênfase em suas pesquisas sobre herança em pequenos mamíferos. Embora ele tenha inicialmente aceitado a teoria da mutação, o trabalho posterior de Castle revela que ele mudou e manteve uma forte tendência darwiniana.
A partir de 1906, William Ernest Castle realizou um longo estudo sobre a herança da cor da pelagem de ratos, cruzando ratos malhados com ratos selvagens cinza e ratos do tipo "irlandês", e então cruzou a prole de volta com ratos malhados puros. Ele então tentou selecionar grupos diferentes com base na pigmentação aumentada ou diminuída por cinco gerações, e descobriu que era possível mudar as características muito além da faixa inicial de variação. Isso efetivamente refutou a alegação feita por de Vries de que a variação contínua era causada apenas pelo ambiente, e não poderia ser herdada. Em 1911, Castle notou que os resultados podiam ser explicados pela seleção darwiniana na variação hereditária de um número suficiente de genes mendelianos.

### Mosca-das-frutas de Morgan, 1912
Uma conexão crítica entre a biologia experimental e a evolução, assim como entre a genética mendeliana, a seleção natural e a teoria cromossômica da herança, surgiu do trabalho de T. H. Morgan com a mosca-das-fruta Drosophila melanogaster. Em 1910, Morgan descobriu uma mosca mutante com olhos brancos (a Drosophila selvagem tem olhos vermelhos) e concluiu que esta condição, embora aparecendo apenas em machos, era herdada precisamente como uma característica mendeliana recessiva. Nos anos seguintes, ele e seus colegas desenvolveram a "teoria cromossômica mendeliana de herança" e Morgan e seus colegas publicaram "O mecanismo de herança mendeliana" (The Mechanism of Mendelian Inheritance), em 1915. O trabalho de Morgan foi tão popular que é considerado um marco da genética clássica. Por volta da mesma época, muitos biólogos aceitavam que genes situados linearmente nos cromossomos eram os mecanismos primários de herança, embora permanecesse incompreendida a questão de como isso poderia ser compatível com a seleção natural e com a evolução gradual.
Este problema seria parcialmente resolvido por Ronald Fisher, que em 1918 publicou o artigo The Correlation Between Relatives on the Supposition of Mendelian Inheritance para mostrar, através de um modelo, como as variações contínuas poderiam ser o resultado da ação de muitos loci discretos. Este ensaio é considerado o ponto de partida da síntese moderna, uma vez que Fisher foi capaz de fornecer um modelo estatístico rigoroso para a herança mendeliana, satisfazendo tanto as necessidades (e métodos) da biométrica quanto da escola mendeliana.
Um dos estudantes de Morgan, Theodosius Dobzhansky, foi o primeiro a aplicar a "teoria de cromossomos de Morgan" e a matemática da genética populacional a populações de organismos na Natureza, em particular, a Drosophila pseudoobscura. Seu trabalho de 1937, Genetics and the Origin of Species, é normalmente considerado o primeiro trabalho maduro do neodarwinismo e junto com os trabalhos de Ernst Mayr (Systematics and the Origin of Species — sistemática), G. G. Simpson (Tempo and Mode in Evolution — paleontologia) e G. Ledyard Stebbins (Variation and Evolution in Plants — botânica) são considerados os quatro trabalhos fundamentais da síntese moderna. C. D. Darlington (citologia) e Julian Huxley também escreveram sobre o assunto; Huxley cunhou os termos "síntese evolutiva" e "síntese moderna" em seu trabalho de 1942 Evolution: The Modern Synthesis.

## Eventos na síntese

### Genética matemática de populações de Fisher e Haldane, 1918–1930
Em 1918, R. A. Fisher escreveu o artigo "The Correlation between Relatives on the Supposition of Mendelian Inheritance", que mostrou matematicamente como a variação contínua poderia resultar de uma série de loci genéticos discretos. Neste e nos artigos subsequentes, culminando em seu livro de 1930 The Genetical Theory of Natural Selection, Fisher demonstrou como a genética Mendeliana era consistente com a ideia de evolução impulsionada pela seleção natural.
Durante a década de 1920, J. B. S. Haldane publicou uma série de artigos com análises matemáticas aplicadas a exemplos do mundo real da seleção natural, como a evolução do melanismo industrial em traças. Haldane estabeleceu que a seleção natural poderia funcionar ainda mais rápido do que Fisher havia presumido.

### Embriologia de Gavin de Beer, 1930
Tradicionalmente, considera-se que a biologia do desenvolvimento desempenhou um pequeno papel na síntese moderna, mas em seu livro de 1930 Embryos and Ancestors, o embriologista evolutivo Gavin de Beer antecipou a biologia evolutiva do desenvolvimento, ao mostrar que a evolução pode ocorrer por heterocronia, como na retenção de características juvenis no organismo adulto.
Isto, argumentou de Beer, poderia causar mudanças aparentemente repentinas no registro fóssil, uma vez que os embriões se fossilizam mal. Como as lacunas no registro fóssil haviam sido usadas como argumento contra a evolução gradualista de Darwin, a explicação de Beer corrobora a posição darwiniana. No entanto, apesar de de Beer, a síntese moderna ignorou amplamente o desenvolvimento embrionário para explicar a forma dos organismos, uma vez que a genética populacional parecia ser uma explicação adequada de como as formas evoluíram.

### Paisagem adaptativa de Wright, 1932

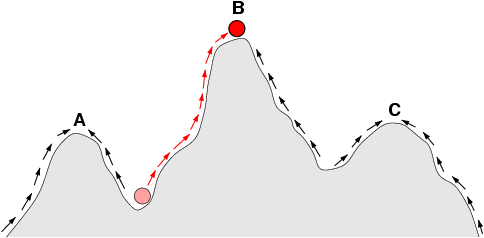
Sewall Wright introduziu a ideia de uma paisagem de aptidão com optima locais.

O geneticista populacional Sewall Wright se concentrou nas combinações de genes que interagiam como complexos e nos efeitos da endogamia em pequenas populações relativamente isoladas, que poderiam estar sujeitas a deriva genética. Em um artigo de 1932, ele introduziu o conceito de uma paisagem adaptativa, na qual fenômenos como cruzamentos e deriva genética em pequenas populações poderiam afastá-los dos picos adaptativos, o que por sua vez permitiria que a seleção natural impulsionasse em direção a novos picos adaptativos. O modelo de Wright atrairia naturalistas de campo, como Theodosius Dobzhansky e Ernst Mayr, que estavam se conscientizando da importância do isolamento geográfico nas populações do mundo real. O trabalho de Fisher, Haldane e Wright ajudou a fundar a disciplina de genética populacional teórica.

### Genética evolutiva de Dobzhansky, 1937

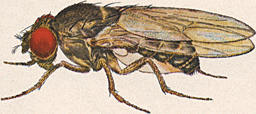
Drosophila pseudoobscura, que serviu de organismo-modelo para Theodosius Dobzhansky.

Theodosius Dobzhansky, um emigrante da União Soviética para os Estados Unidos, que havia feito pós-doutorado no laboratório de mosca-das-frutas de Morgan, foi um dos primeiros a aplicar a genética a populações naturais. Ele trabalhou principalmente com Drosophila pseudoobscura. Ele diz incisivamente: "A Rússia tem uma variedade de climas, do Ártico ao subtropical... Pesquisadores que não possuem nem desejam ter qualquer conhecimento dos seres vivos na natureza eram e são uma minoria". Não surpreendentemente, havia outros geneticistas russos com ideias similares, embora por algum tempo seu trabalho fosse conhecido por apenas alguns no Ocidente. Seu trabalho de 1937, Genetics and the Origin of Species, foi um passo chave em diminuir a separação entre a genética populacional e naturalistas de campo. Ele apresentou as conclusões alcançadas por Fisher, Haldane e especialmente Wright em seus artigos altamente matemáticos de uma forma que era facilmente acessível a outros. Além disso, Dobzhansky afirmou que a evolução é baseada em genes materiais, organizada em estruturas físicas hereditárias, os cromossomos, e mais ou menos conectados entre si de acordo com a distância física entre os cromossomos. Assim como Haldane e Fisher, a genética evolutiva de Dobzhansky foi uma ciência genuína, agora unificando a biologia celular, a genética e a micro e macroevolução. Seu trabalho enfatizou que populações reais possuem uma variabilidade genética bem maior do que os primeiros geneticistas assumiram em seus modelos, e que sub-populações geneticamente distintas eram importantes. Ele afirmou que a seleção natural funcionava para manter a diversidade genética assim como impulsionando a mudança. Ele foi influenciado por sua exposição ao trabalho de Sergei Chetverikov, que havia olhado o papel dos genes recessivos na manutenção da variabilidade genética em uma população antes que seu trabalho fosse fechado devido à ascensão do Lysenkoismo na União  Soviética. Em 1937, Dobzhansky afirmou que as mutações eram a principal fonte de mudanças evolutivas e variabilidade, junto com rearranjos cromossômicos, efeitos de genes em seus vizinhos durante o desenvolvimento e poliploidia. Em seguida, a deriva genética (ele usou o termo em 1941), a seleção, a migração e o isolamento geográfico poderiam alterar as frequências dos genes. Em terceiro lugar, mecanismos como isolamento ecológico ou sexual e esterilidade híbrida podem corrigir os resultados dos processos anteriores.

### Genética ecológica de Ford, 1940

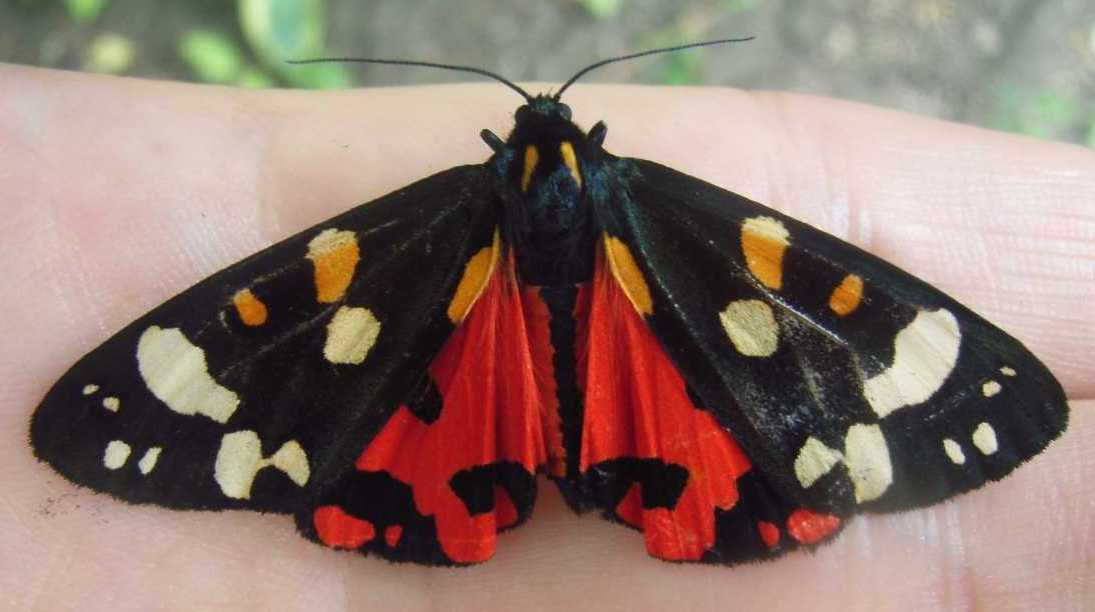
E.B. Ford estudou o polimorfismo na mariposa-tigre-escarlate por muitos anos.

E.B. Ford foi um naturalista experimental que se dedicou a testar a seleção natural na natureza, praticamente inventando o campo da genética ecológica. Seu trabalho sobre seleção natural em populações selvagens de borboletas e mariposas foi o primeiro a mostrar que as previsões feitas por Fisher estavam corretas. Em 1940, ele foi o primeiro a descrever e definir o polimorfismo genético e predizer que os polimorfismos do grupo sanguíneo humano poderiam ser mantidos na população, fornecendo alguma proteção contra doenças. Seu livro de 1949, Mendelism and Evolution ajudou a persuadir Dobzhansky a mudar a ênfase na terceira edição de seu famoso livro, Genetics and the Origin of Species, da deriva à seleção.

### Seleção estabilizadora de Schmalhausen, 1941
Ivan Schmalhausen desenvolveu a teoria da seleção estabilizadora , a ideia de que a seleção pode preservar um traço com algum valor, publicando um artigo em russo intitulado "Stabilizing selection and its place among factors of evolution" em 1941 e uma monografia Factors of Evolution: The Theory of Stabilizing Selection em 1945. Ele a desenvolveu a partir do conceito de J. M. Baldwin de 1902 de que as mudanças induzidas pelo ambiente serão substituídas por mudanças hereditárias (incluindo o efeito Baldwin sobre o comportamento), seguindo as implicações dessa teoria para sua conclusão darwiniana e colocando-o em conflito com o Lysenkoísmo. Schmalhausen observou que a seleção estabilizadora removeria a maioria das variações da norma, sendo a maioria das mutações prejudicial. Dobzhansky chamou o trabalho de "um importante elo perdido na visão moderna da evolução".

### Síntese popularizadora de Huxley, 1942
Em 1942, Julian Huxley em seu livro Evolution, The Modern Synthesis introduziu um nome para a síntese evolutiva e intencionalmente se propôs a promover um "ponto de vista sintético" sobre o processo evolutivo. Ele imaginou a síntese de muitas ciências: genética, fisiologia do desenvolvimento, ecologia, sistemática, paleontologia, citologia e análise matemática da biologia, e assumiu que a evolução ocorreria de forma diferente em diferentes grupos de organismos de acordo com a forma como seu material genético era organizado e seus estratégias de reprodução, levando a tendências evolutivas progressivas, mas variáveis. A seleção natural era, em sua opinião, um "fato da natureza capaz de verificação por observação e experimento", enquanto o "período de síntese" das décadas de 1920 e 1930 havia formado uma "ciência mais unificada", rivalizando com a física e possibilitando o "renascimento do darwinismo".

### Especiação alopátrica de Mayr, 1942

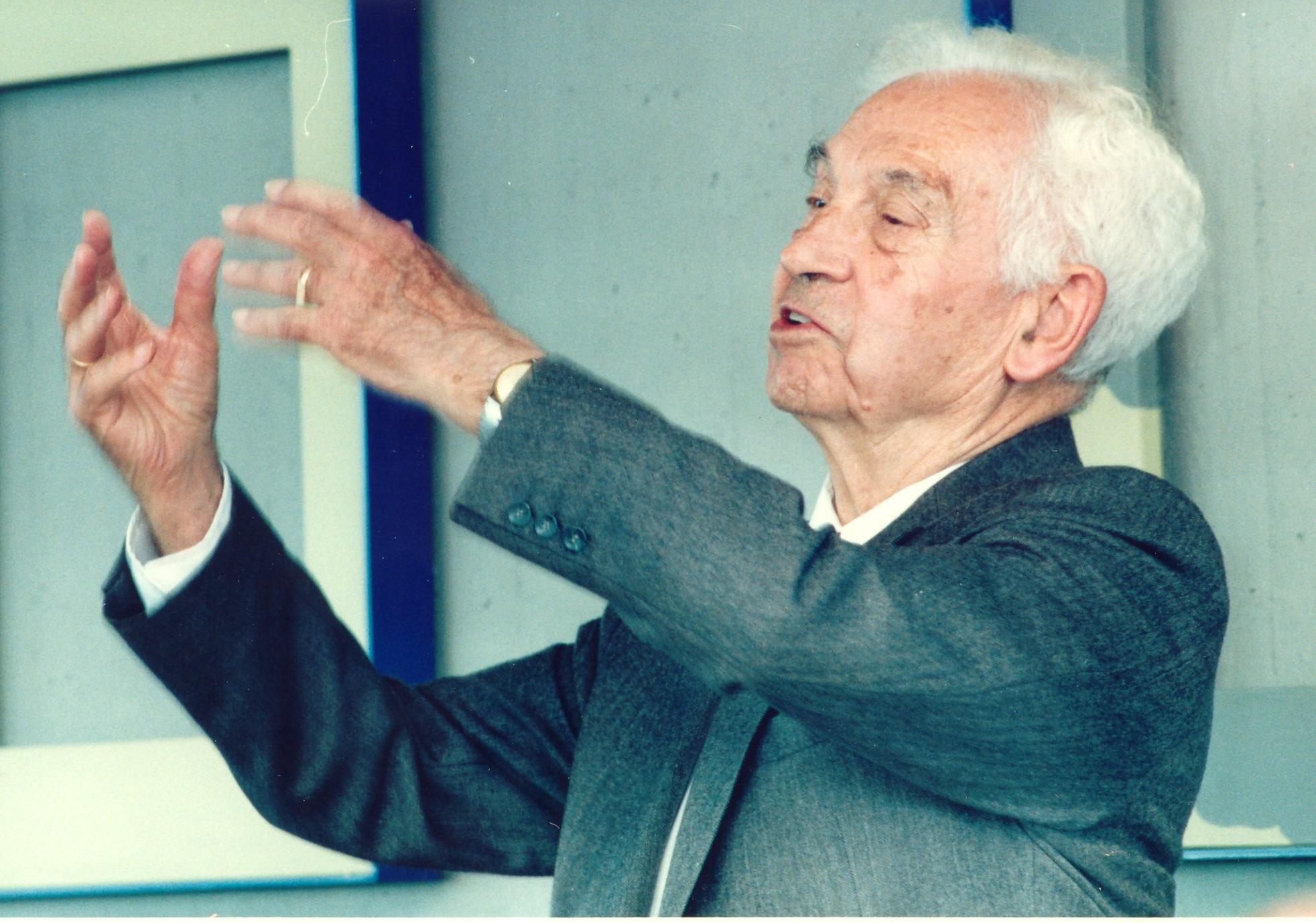
Ernst Mayr argumentou que o isolamento geográfico era necessário para fornecer isolamento reprodutivo suficiente para a formação de novas espécies.

A contribuição chave de Ernst Mayr para a síntese foi Systematics and the Origin of Species, publicada em 1942. Ele afirmou a importância e se propôs a explicar a variação populacional nos processos evolutivos, incluindo a especiação. Ele analisou em particular os efeitos das espécies politípicas, variação geográfica e isolamento por meios geográficos e outros.  Mayr enfatizou a importância da especiação alopátrica, onde subpopulações geograficamente isoladas divergem tanto que ocorre o isolamento reprodutivo. Ele era cético quanto à realidade da especiação simpátrica, acreditando que o isolamento geográfico era um pré-requisito para a construção de mecanismos de isolamento intrínsecos (reprodutivos). Mayr também introduziu o conceito biológico de espécie, que define uma espécie como um grupo de populações que podem se cruzar e que estão reprodutivamente isoladas de todas as outras populações. Antes de deixar a Alemanha e ir para os Estados Unidos em 1930, Mayr foi influenciado pelo trabalho do biólogo alemão Bernhard Rensch, que na década de 1920 analisou a distribuição geográfica das espécies politípicas, prestando atenção especial em como as variações entre as populações se correlacionam com fatores como diferenças climáticas.

### Paleontologia de Simpson, 1944
George Gaylord Simpson foi o responsável por mostrar que a síntese moderna era compatível com a paleontologia em seu livro de 1944, Tempo and Mode in Evolution. O trabalho de Simpson foi crucial porque muitos paleontólogos haviam discordado, em alguns casos vigorosamente, da ideia de que a seleção natural era o principal mecanismo de evolução. Mostrou que as tendências de progressão linear (por exemplo, a evolução do cavalo) que os paleontólogos anteriores haviam usado como suporte para o neo-lamarckismo e a ortogênese não se sustentavam sob um exame cuidadoso. Em vez disso, o registro fóssil era consistente com o padrão irregular, ramificado e não direcional previsto pela síntese moderna.

### A Sociedade para o Estudo da Evolução, 1946
Durante a guerra, Mayr editou uma série de boletins do "Comitê para problemas comuns à genética, à sistemática e à paleontologia", formado em 1943, relatando as discussões de um "ataque sintético" aos problemas interdisciplinares da evolução. Em 1946, o comitê se tornou a Sociedade para o Estudo da Evolução (Society for the Study of Evolution), com Mayr, Dobzhansky e Sewall Wright como os primeiros signatários. Mayr se tornou o editor de seu jornal, Evolution. Do ponto de vista de Mayr e Dobzhansky, sugere a historiadora da ciência Betty Smocovitis, o darwinismo renasceu, a biologia evolucionária foi legitimada e a genética e a evolução foram sintetizadas em uma ciência recém-unificada. Tudo se encaixava na nova estrutura, exceto "hereges", como Richard Goldschmidtque que irritou Mayr e Dobzhansky ao insistir na possibilidade de especiação por macromutação, criando "monstros esperançosos". O resultado foi uma "controvérsia amarga".

### Botânica de Stebbins, 1950
O botânico G. Ledyard Stebbins estendeu a síntese para abranger a botânica. Ele descreveu os efeitos importantes sobre a especiação de hibridização e poliploidia em plantas em seu livro de 1950, Variation and Evolution in Plants . Isso permitiu que a evolução procedesse rapidamente às vezes, a poliploidia em particular sendo evidentemente capaz de criar novas espécies de forma eficaz instantaneamente.

## Princípios da Síntese Moderna
De acordo com a síntese moderna, como estabelecida nas décadas de 1930 e 40, a variação genética em populações surge aleatoriamente através de mutação (atualmente sabemos que isto pode acontecer devido a erros na replicação do DNA) e recombinação genética (cruzamento de cromossomos homólogos durante a meiose). A evolução consiste primariamente em modificações na frequencia dos alelos entre uma e outra geração como um resultado de deriva genética (genetic drift), fluxo gênico (gene flow) e seleção natural. A especiação ocorre gradualmente quando populações são isoladas reprodutivamente, por exemplo, por barreiras geográficas.

## Depois da síntese
A síntese moderna continuou a se desenvolver e ser refinada depois de sua introdução nas décadas de 30 e 40. Os trabalhos de W. D. Hamilton, George C. Williams, John Maynard Smith, E. O. Wilson, Edward B. Lewis e outros culminaram no desenvolvimento de uma visão da evolução centrada nos genes na década de 60. A síntese como ela existe hoje ampliou a abrangência da ideia de Darwin de seleção natural, especialmente para contemplar descobertas científicas subsequentes tais como o DNA e a genética que permitem análises rigorosas, em muitos casos matemáticas, de fenômenos tais como a seleção consanguínea (kin selection), o altruísmo, e a especiação.

### Aptidão inclusiva de Hamilton, 1964
Em 1964, W. D. Hamilton publicou dois artigos intitulados "The genetical evolution of social behaviour", onde define o conceito da aptidão inclusiva (inclusive fitness) e estabelece matematicamente suas bases. A aptidão inclusiva é definida como o número de descendentes equivalentes que um indivíduo cria, resgata ou de outra forma apoia por meio de seu comportamento. Isso foi contrastado com a aptidão reprodutiva pessoal, isto é, o número de filhos que o indivíduo gera diretamente. Hamilton e outros, como John Maynard Smith, argumentaram que o sucesso de um gene consistia em maximizar o número de cópias de si mesmo, gerando-as ou encorajando indiretamente a geração por indivíduos relacionados que compartilhavam o gene, a teoria da seleção de parentesco.

### Evolução centrada no gene de Williams, 1966
Em 1966, George C. Williams publicou o livro Adaptation and Natural Selection, onde delineou uma visão da evolução centrada no gene seguindo os conceitos de aptidão de Hamilton, contestando a ideia de progresso evolutivo e atacando a então difundida teoria da seleção de grupo. Williams argumentou que a seleção natural funcionava mudando a frequência dos alelos e não poderia funcionar no nível dos grupos. A evolução centrada no gene foi popularizada por Richard Dawkins em seu livro de 1976, O gene egoísta, e desenvolvida em seus escritos mais técnicos.

### A sociobiologia de Wilson, 1975
Em 1975, E. O. Wilson publicou seu controverso livro Sociobiology: The New Synthesis, o subtítulo aludindo à síntese moderna enquanto ele tentava trazer o estudo da sociedade animal para a perspectiva evolutiva. Isso parecia radicalmente novo, embora Wilson estivesse seguindo Darwin, Fisher, Dawkins e outros. Críticos como Gerhard Lenski notaram que ele estava seguindo a abordagem de Huxley, Simpson e Dobzhansky, que Lenski considerou desnecessariamente redutiva no que dizia respeito à sociedade humana.  Em 2000, a disciplina proposta de sociobiologia havia se transformado na disciplina relativamente bem aceita de psicologia evolucionista.

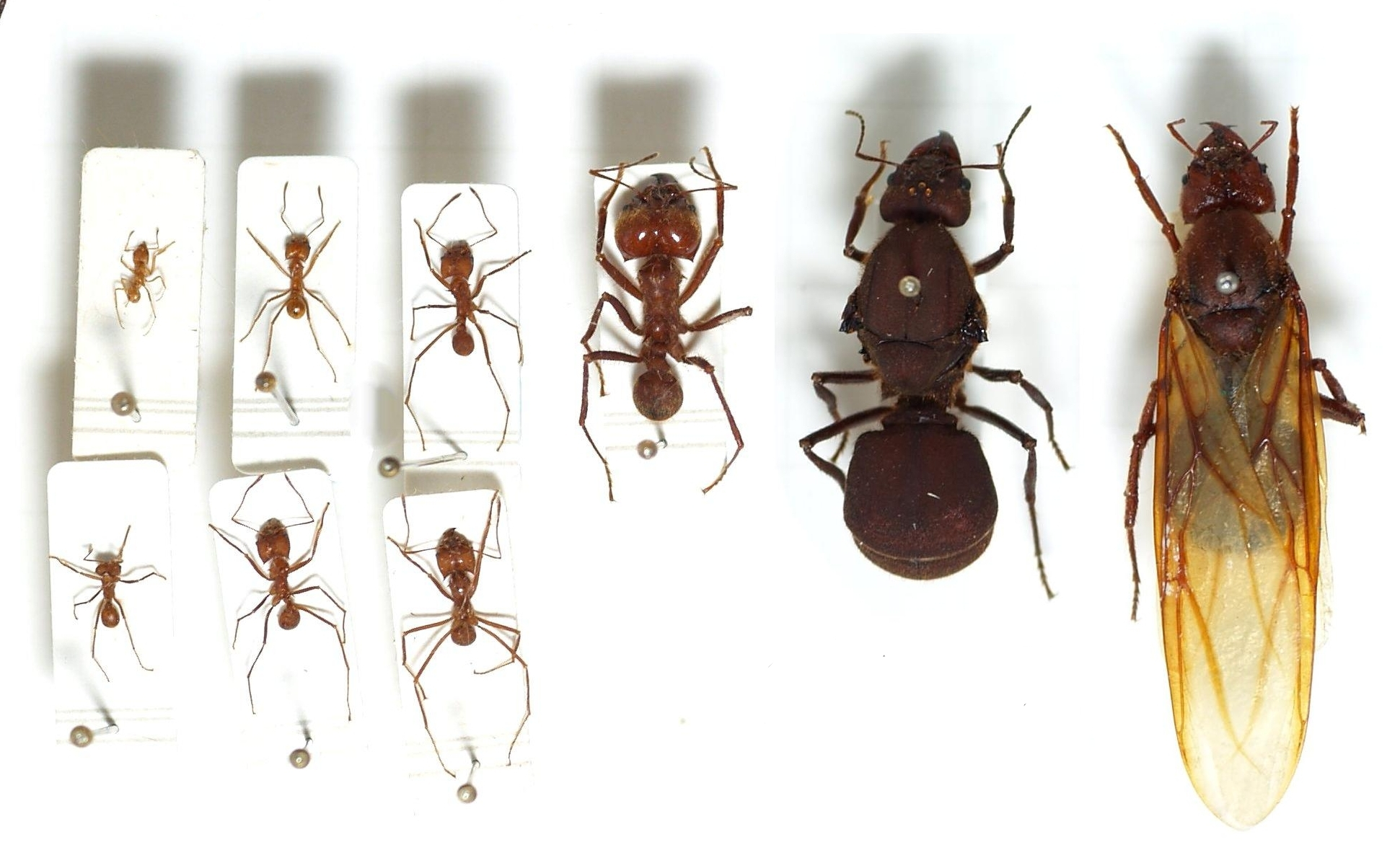
As sociedades de formigas desenvolveram estruturas de casta elaboradas, amplamente diferentes em tamanho e função.

### Genes homeóticos de Lewis, 1978

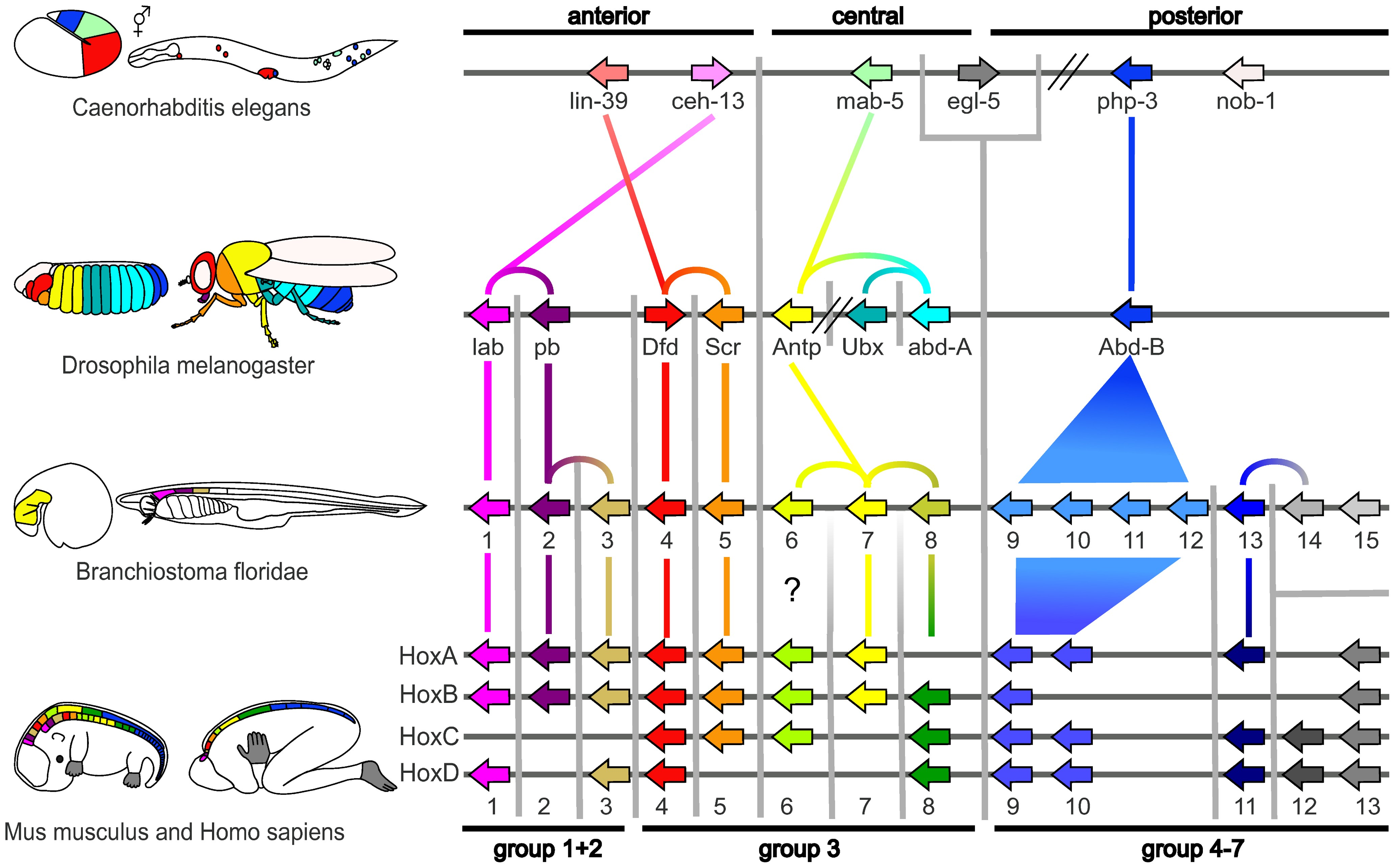
A biologia evolutiva do desenvolvimento formou uma síntese da biologia do desenvolvimento e da biologia evolutiva, descobrindo homologia profunda entre a embriogênese de animais diferentes como insetos e vertebrados.

Em 1977, a tecnologia do DNA recombinante permitiu aos biólogos começar a explorar o controle genético do desenvolvimento. O crescimento da biologia evolutiva do desenvolvimento a partir de 1978, quando Edward B. Lewis descobriu os genes homeóticos, mostrou que muitos dos genes do "kit de ferramentas" génico atuam para regular o desenvolvimento, influenciando e regulando a expressão de outros genes. Também foi revelado que alguns dos genes reguladores são extremamente antigos, de modo que animais tão diferentes quanto insetos e mamíferos compartilham mecanismos semelhantes; por exemplo, o gene Pax6 está envolvido na formação dos olhos de camundongos e de moscas-das-frutas. Essa homologia profunda forneceu fortes evidências para a evolução e indicou os caminhos que a evolução tomou.

## Sínteses posteriores
No final do século XX, novas sínteses para aperfeiçoar a teoria e preencher suas lacunas foram propostas de diferentes direções. Estes incluíram campos diversos como a sociobiologia, biologia do desenvolvimento, epigenética, biologia molecular, microbiologia, genômica, simbiogênese, e transferência horizontal de genes. O fisiologista Denis Noble argumenta que estas adições tornam o neodarwinismo, no sentido da síntese moderna do início do século XX, "ao menos incompleto como uma teoria da evolução".

### Síntese evolutiva estendida de Pigliucci, 2007
Em 2007, mais de meio século após a síntese moderna, Massimo Pigliucci propôs uma síntese evolutiva estendida para incorporar aspectos da biologia que não foram incluídos ou não existiam em meados do século 20. Ele revisita a importância relativa de diferentes fatores, desafia as suposições feitas na síntese moderna e adiciona novos fatores, como seleção multinível, herança epigenética transgeracional, construção de nicho, e evolucionabilidade.

### Síntese evolutiva 'pós-moderna' de Koonin, 2009
Em 2009, no aniversário de 200 anos de Darwin, 150 anos do livro A origem das espécies, e 200 anos da "síntese evolutiva inicial" de Lamarck, Philosophie Zoologique, o biólogo evolutivo Eugene Koonin afirmou que enquanto "o edifício da Síntese Moderna [do início do século XX] desmoronou, aparentemente, sem possibilidade de reparo", uma nova síntese do século XXI pode ser vislumbrada. Três revoluções interligadas haviam, ele argumentou, ocorrido na biologia evolutiva: molecular, microbiológica e genômica. A revolução molecular incluiu a teoria neutra, de que a maioria das mutações são neutras e que a seleção negativa ocorre com mais frequência do que a forma positiva, e que toda a vida atual evoluiu de um único ancestral comum. Na microbiologia, a síntese se expandiu para cobrir os procariontes, usando o RNA ribossômico para formar uma árvore da vida. Finalmente, a genômica reuniu as sínteses moleculares e microbiológicas - em particular, transferência horizontal de genes entre bactérias mostra que procariontes podem compartilhar genes livremente. Muitos desses pontos já haviam sido levantados por outros pesquisadores, como Ulrich Kutschera e Karl J. Niklas.

### Rumo a uma síntese de substituição
Os biólogos, ao lado de estudiosos da história e da filosofia da biologia, continuaram a debater a necessidade e a possível natureza de uma síntese substituta. Por exemplo, em 2017, Philippe Huneman e Denis M. Walsh declararam em seu livro Challenging the Modern Synthesis que numerosos teóricos apontaram que as disciplinas da teoria do desenvolvimento embriológico, morfologia e ecologia foram omitidas. Eles notaram que todos esses argumentos representavam um desejo contínuo de substituir a síntese moderna por uma que unisse "todos os campos biológicos de pesquisa relacionados à evolução, adaptação e diversidade em um único quadro teórico". Eles observaram ainda que há dois grupos de desafios à maneira como a síntese moderna via a herança. O primeiro é que outros modos, como herança epigenética, plasticidade fenotípica, o efeito Baldwin e o efeito materno permitem que novas características surjam e sejam transmitidas, e para os genes alcançarem as novas adaptações mais tarde. A segunda é que todos esses mecanismos são parte, não de um sistema de herança, mas de um sistema de desenvolvimento: a unidade fundamental não é um gene discreto que compete egoisticamente, mas um sistema colaborativo que funciona em todos os níveis de genes e células para organismos e culturas para guiar a evolução.

## Historiografia
Olhando para trás, para os relatos conflitantes da síntese moderna, a historiadora Betty Smocovitis observa, em seu livro de 1996 "Unifying Biology: The Evolutionary Synthesis and Evolutionary Biology", que historiadores e filósofos da biologia tentaram compreender seu significado científico, mas descobriram que era "um alvo móvel"; a única coisa em que concordaram era que era um evento histórico. Em suas palavras, 
"no final dos anos 1980, a notoriedade da síntese evolutiva foi reconhecida... Tão notória se tornou 'a síntese', que poucos analistas sérios de mentalidade histórica tocariam no assunto, quanto mais saber por onde começar a classificar através da bagunça interpretativa deixada por vários críticos e comentaristas".

## Outros avanços
Cada vez mais estudos de genes e genomas estão indicando que uma considerável transferência horizontal tem ocorrido entre procariontes. A Transferência Horizontal de Genes é considerada por alguns como um "novo paradigma para a Biologia" e enfatizada por outros como um importante fator entre os "obstáculos ainda não visíveis da engenharia genética". Enquanto a transferência genética horizontal é bem conhecida entre bactérias, foi somente nos últimos dez anos que ela foi reconhecida em plantas e animais superiores. A abrangência para transferência genética horizontal é essencialmente toda a biosfera, com bactérias e vírus servindo tanto como intermediários para o tráfego de genes quanto como reservatórios para a multiplicação e recombinação de genes (o processo de criar novas combinações de material genético).